# Исландия на Сурдлимпийских играх
Исландия участвует в летних Сурдлимпийских играх с Игр 1993 года (не участвовала в Играх 2001, 2009, 2017, 2021 годов). В зимних Сурдлимпийских играх Исландия на настоящее время участия не принимала ни разу.

## Медальный зачёт

### Медали летних Сурдлимпийских игр
| Год  | Золото | Серебро | Бронза | Всего |
| 1993 | 0      | 1       | 0      | 1     |